# Rhododendron caespitosum
Rhododendron caespitosum är en ljungväxtart som beskrevs av Herman Otto Sleumer. Rhododendron caespitosum ingår i släktet rododendron, och familjen ljungväxter. Inga underarter finns listade i Catalogue of Life.